# Bisdom Sumbawanga
Het bisdom Sumbawanga (Latijn: Dioecesis Sumbavangensis) is een rooms-katholiek bisdom met als zetel Sumbawanga in Tanzania. Het is een suffragaan bisdom van het aartsbisdom Mbeya. Het bisdom werd opgericht in 1969 en viel tot 2018 onder het aartsbisdom Tabora.
In 2017 telde het bisdom 21 parochies. Het bisdom heeft een oppervlakte van 28.654 km². Het telde in 2017 1.323.000 inwoners waarvan 60,9% rooms-katholiek was. 

## Bisschoppen
- Charles Msakila (1969-1994)
- Damian Kyaruzi (1997-2018)
- Beatus Christian Urassa, ALCP/OSS (2018-)